# Katoliška liga
Katoliška liga  (francosko Ligue catholique), včasih omenjena tudi kot Sveta liga (francosko  La Sainte ligue), je bila glavni udeleženec francoskih verskih vojn (1562–1598). Ligo je ustanovil in vodil Henrik I., vojvoda Guiški, da bi izkoreninila protestantizem v katoliški Franciji in strmoglavila kralja Henrika III.
Ligo so podpirali papež Sikst V., kralj Filip II. Španski in jezuiti.

## Ozadje
Lokalne bratovščine so sprva ustanavljali francoski katoličani v nasprotju z Ediktom iz Beaulieuja iz leta 1576. Na čelo teh združenj kot političnega  nasprotnika ultrakatoliški Peronnski ligi se je postavil bodoču kralj Henrik III. Po zavrnitvi tega edikta s strani generalnih stanov je bila večina lokalnih združenj razpuščena.
Po bolezni in smrti francoskega prestolonaslednika Franca, vojvode Anžujskega, 10. junija 1584 so se katoliški plemiči zbrali v Nancyju. Liga je decembra 1584 v Joinvillu sestavila sporazum z veleposlaniki Filipa II., po katerem so se katoliške bratovščine in združenja združili v Katoliško ligo pod vodstvom Henrika I., vojvode Guiškega.
Katoliška liga je želela preprečiti, da bi francoski prestol zasedel kateri od  številnih hugenotov med plemstvom in na dvoru ter zaščititi privilegije francoskih katoličanov. Ideje katoliške lige je spodbujala doktrina Extra Ecclesiam nulla salus (Zunaj Cerkve ni odrešenja). Valoijci pod kraljem Henrikom III. so bili za Katoliško ligo preveč spravljivi in strpni do hugenotov, ki so predstavljali skoraj polovico francoskega plemstva.
Drug vir navdiha so bili spisi angleškega katoliškega begunca Richarda Verstegana, ki je uporabil svoje številne stike v strogo prepovedani in podtalni katoliški cerkvi v Angliji, Walesu in na Irskem, da bi raziskoval, pisal in objavljal poročila o trpljenju angleških, valižanskih in irskih katoliških mučencev. Versteganove knjige so, na bes angleškega dvora,  katoliško Evropo seznanjale z verskim preganjanjem pod vladavino kraljice Elizabete I.
Richarda Verstegana je na obisku v Parizu leta 1588 Henrik III. na zahtevo angleškega ambasadorja za nekaj časa aretiral. Avtor je imel v Franciji veliko podpornikov in simpatizerjev. Na zahtevo Katoliške lige in papeškega nuncija je bil kljub zahtevam Anglije po njegovi izročitvi potiho izpuščen iz zapora.
Liga se je po teh dogodkih oddaljila od svojih prvih idealov,  vojvoda Guiški pa je Ligo vedno bolj izkoriščal ne samo za obrambo katolištva, ampak tudi kot politično orodje za uzurpacijo francoskega prestola.
Katoliški ligaši so svoj boj proti kalvinizmu, primarni veji protestantizma v Franciji,  videli kot križarsko vojno proti krivoverstvu in obrambo katoličanov v Franciji pred preganjanjem v elizabetinskem slogu. Nekateri pisci pamfletov iz Lige so vsako naravno katastrofo, ki se je zgodila, vse pogosteje šteli za Božjo kazen za dopuščanje kalvinistične herezije.
Liga, podobno kot trdovratni kalvinisti, ni odobravala poskusov Henrika III., da bi vzpostavil miroljubno sobivanje katoličanov in protestantov. Katoliška liga je imela za enako resno grožnjo tudi zmerne francoske katoličane, znane kot Politiki, med katerimi je bilo veliko intelektualcev. Politiki so bili utrujeni od hudih bitk in sektaških umorov z obeh strani. Namesto tega so se odločili za močno monarhijo, ki bi uveljavila mirno sožitje namesto nadaljnjega stopnjevanja tega, kar je vse bolj preraščalo v državljansko vojno.

## Zgodovina
Liga je takoj začela pritiskati na francoskega kralja Henrika III. Kralj je preklical Boulonjski edikt, ponovno kriminaliziral protestantizem in začel novo poglavje v francoskih verskih vojnah. Kralj se je hkrati zavedal nevarnosti, ki jo je predstavljal vojvoda Guise, ki je pridobival vse več moči. Na dan barikad je bil Henrik III. prisiljen pobegniti iz Pariza in je Guise je postal de facto vladar Francije. Kralj se je v strahu, da bo odstavljen, odločil udariti prvi. 23. decembra 1588 so stražarji Henrika III. ubili vojvodo Guiškega in njegovega brata Ludvika II. in vojvodovega sina Karla Lotarinškega zaprli v Bastiljo.
Ta poteza ni pripomogla k utrditvi kraljeve moči in je razjezila tako preživele Guise kot njihove privržence. Kralj je pobegnil iz Pariza in združil moči s Henrikom Navarskim, domnevnim kalvinističnim naslednikom prestola. Tako kralj kot Navarski sta začela zbirati vojsko, s katero sta oblegala Pariz. Ko sta se 1. avgusta 1589 oba Henrika pripravljala na zadnji napad na oblegano mesto, se je v kraljevo spremstvo infiltriral dominikanski laični brat Jacques Clément, povezan z Ligo, in ubil Henrika III. Umor je bil maščevanje za umor vojvode Guiškega in njegovega brata. Umirajoči kralj je prosil Henrika Navarskega, naj se spreobrne v katolištvo, saj je bil to edini način za ustavitev nadaljnjega prelivanja krvi. Kraljeva smrt je v njegovo vojsko vnesla zmedo in Henrik Navarski je bil prisiljen prekiniti obleganje.
Henrik Navarski je postal zakoniti kralj Francije, vendar se je moral zaradi premoči vojske Katoliške lige umakniti proti jugu. Z orožjem in vojaškimi svetovalci, ki mu jih je priskrbela kraljica Elizabeta I., je dosegel več vojaških zmag, katoliške vojske, ki je imela podporo španskega kralja Filipa II. pa ni mogel premagati. Liga je 21. novembra 1589 poskušala za francoskega kralja Karla X. razglasiti Henrikovega strica, kardinala Bourbonskega. Njihovo namero sta preprečila njegov status ujetnika Henrika Navarskega in njegova smrt maja 1590.  
Pravnik in zelo pomemben pesnik Jean de La Ceppède je bil kljub svoji predanosti rimskokatoliški veri politik, ki je podprl zahtevo kalvinista Henrika Navarskega po salijskem pravu na francoski prestol. Ko je Aix-en-Provence leta 1589 padel v roke vojske Katoliške lige, je bil La Ceppède aretiran. Poskušal pobegniti preoblečen v čevljarja, vendar je bil na begu ustreljen in ponovno aretiran. Kasneje je bil na  ukaz visokega člana Lige osvobojen.
Ker se Liga ni mogla dogovoriti niti o kandidatu za francoski prestol, je njen položaj oslabel, a ostal dovolj močan, da je Henriku Navarskemu prepreči obleganje Pariza. Henrik Navarski se je 25. julija 1593 končno spreobrnil v katoliško vero v želji, da mirno konča vojno. 27. februarja 1594 je bil priznan za kralja Henrika IV.
Med njegovo vladavino je bil sprejet Nantski edikt, ki je hugenotom podelil versko strpnost in omejeno avtonomijo ter zagotovil trajen mir Franciji. Katoliška liga, ki je ni več ogrožal kalvinistični kralj, je postopoma razpadla.